# ۵۲ برادوی
۵۲ برادوی (انگلیسی: 52 Broadway) یک ساختمان اداری در خیابان برادوی، منهتن، نیویورک است.
این ساختمان که در سال ۱۸۹۸ ساخته شده ۶۷٫۵ متر ارتفاع دارد، ساختمان ۵۲ در ابتدا با ۱۲ طبقه ساخته شد اما در سال ۱۹۸۰–۱۹۸۲ ساختمان به ۲۰ طبقه افزایش یافت.